# Министерство торговли и внешнеэкономических связей Туркменистана
Министерство торговли и внешнеэкономических связей Туркменистана - центральный исполнительный орган Туркменистана, отвечающий за вопросы внешней торговли с целью улучшения экономики Туркменистана. Оно было создано в 2007 году на базе Министерства торговли и потребительской кооперации Туркменистана.

## История
Министерство было образовано в соответствии с Постановлением Президента Туркменистана от 29 ноября 2007 года.

## Прежние названия
Образовано 28 декабря 1998 года путем слияния Министерства внешнеэкономических связей Туркменистана и Министерства торговли и ресурсов Туркменистана
| Начало периода | Конец периода | Название                                                         |
| 28.12.1998     | 12.07.2004    | Министерство торговли и внешнеэкономических связей Туркменистана |

12 июля 2004 года слилось с Объединением акционерных обществ «Туркменбирлешик» (Туркменкооперация) под названием Министерство торговли и потребительской кооперации Туркменистана.
| Начало периода | Конец периода | Название                                                         |
| 12.07.2004     | 12.11.2007    | Министерство торговли и потребительской кооперации Туркменистана |

12 ноября 2007 года переименовано в Министерство торговли и внешнеэкономических связей Туркменистана.

## Министры
| No | Имя                                | Назначен   | Уволен     | Причина увольнения               |
| 1  | Агаханов, Халназар                 | 28.12.1998 | 23.04.1999 | переход на другую работу         |
| 2  | Айдогдыев, Дорткули                | 23.04.1999 | 30.10.2001 | переход на другую работу         |
| 3  | Гаипов, Чарымамед Экизович         | 23.11.2001 | 12.07.2004 | за недостатки в работе           |
| 4  | Мелекеев, Курбангельды             | 12.07.2004 | 12.11.2007 | вышел на пенсию                  |
| 5  | Атагулыев, Нокергулы Ходжагулыевич | 12.11.2007 | 19.02.2010 | переход на другую работу         |
| 6  | Абаев, Баяр                        | 19.02.2010 | 08.04.2016 | за серьезные недостатки в работе |
| 7  | Оразмурадов, Довран                | 08.04.2016 |            | переход на другую работу         |

## Здание
Здание Министерства торговли и внешнеэкономических связей и Государственной товарно-сырьевой биржи Туркменистана было открыто 20 октября 2008 года. Здание высотой 103 метра (24 этажа) имеет оригинальную архитектуру. Оно расположено в юго-западной части Ашхабада, по проспекту Арчабил. Объект построила французская компания Bouygues, за 64 млн долларов США.
Кабинеты Министерства торговли и внешнеэкономических связей расположились с 8-го по 15-й этажи.